# Lothar Kampmann
Lothar Kampmann (* 11. Juli 1925 in Aachen; † 20. Januar 1993 in Kamen) war ein deutscher Maler und Bildhauer.
Lothar Kampmann wuchs in Kamen auf und studierte nach Kriegsdienst, Verwundung und Kriegsgefangenschaft an der Werkkunstschule Dortmund Bildhauerei. Von 1950 bis 1954 folgte ein Studium der Kunsterziehung an der Landeskunstschule Mainz.
Nach einer Tätigkeit als Studienrat am Stadtgymnasium Dortmund erhielt er 1960 zunächst einen Lehrauftrag an der Pädagogischen Hochschule Dortmund (heute Technische Universität Dortmund). Im Jahr 1964 wurde er außerordentlicher Professor, 1968 ordentlicher Professor am Lehrstuhl für Kunst und Didaktik derselben Hochschule. 1975 gründete er das Kunstlabor der Universität Dortmund.
Als eine von Kampmanns besonderen Leistungen gilt sicher sein relativ frühes, teilweise umstrittenes, aber auch erfolgreiches Bemühen, Kunst in öffentlichen Räumen des „kulturlosen“ Ruhrgebiets zu etablieren, wobei er häufig Themen der industriellen oder handwerklichen Lebenswelt aufnahm, aber auch Werke im Sinne der Völkerverständigung entwarf.

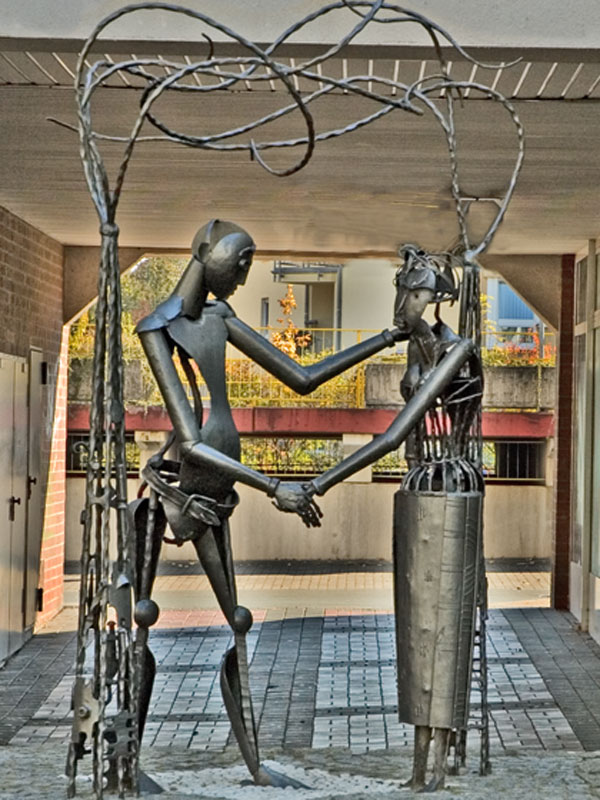
Bergkamen Skulptur auf dem Nordberg
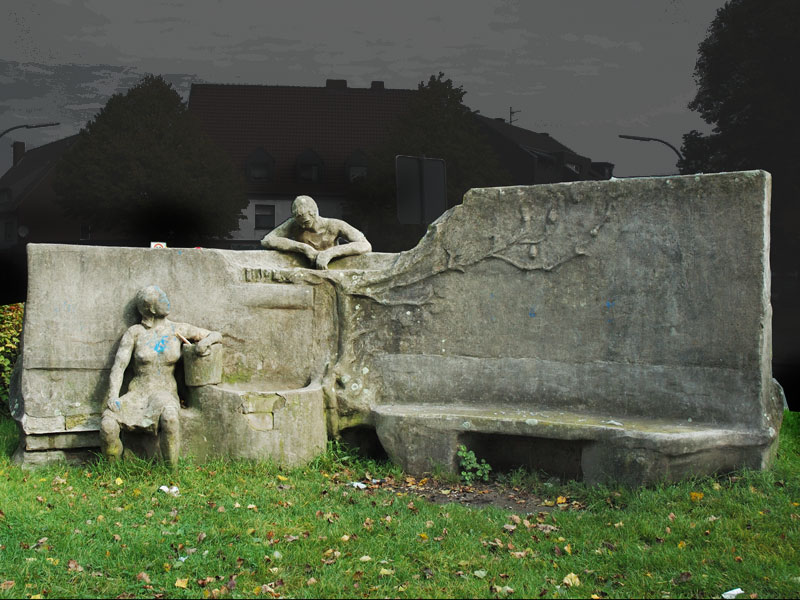
„Integrationsplatz“
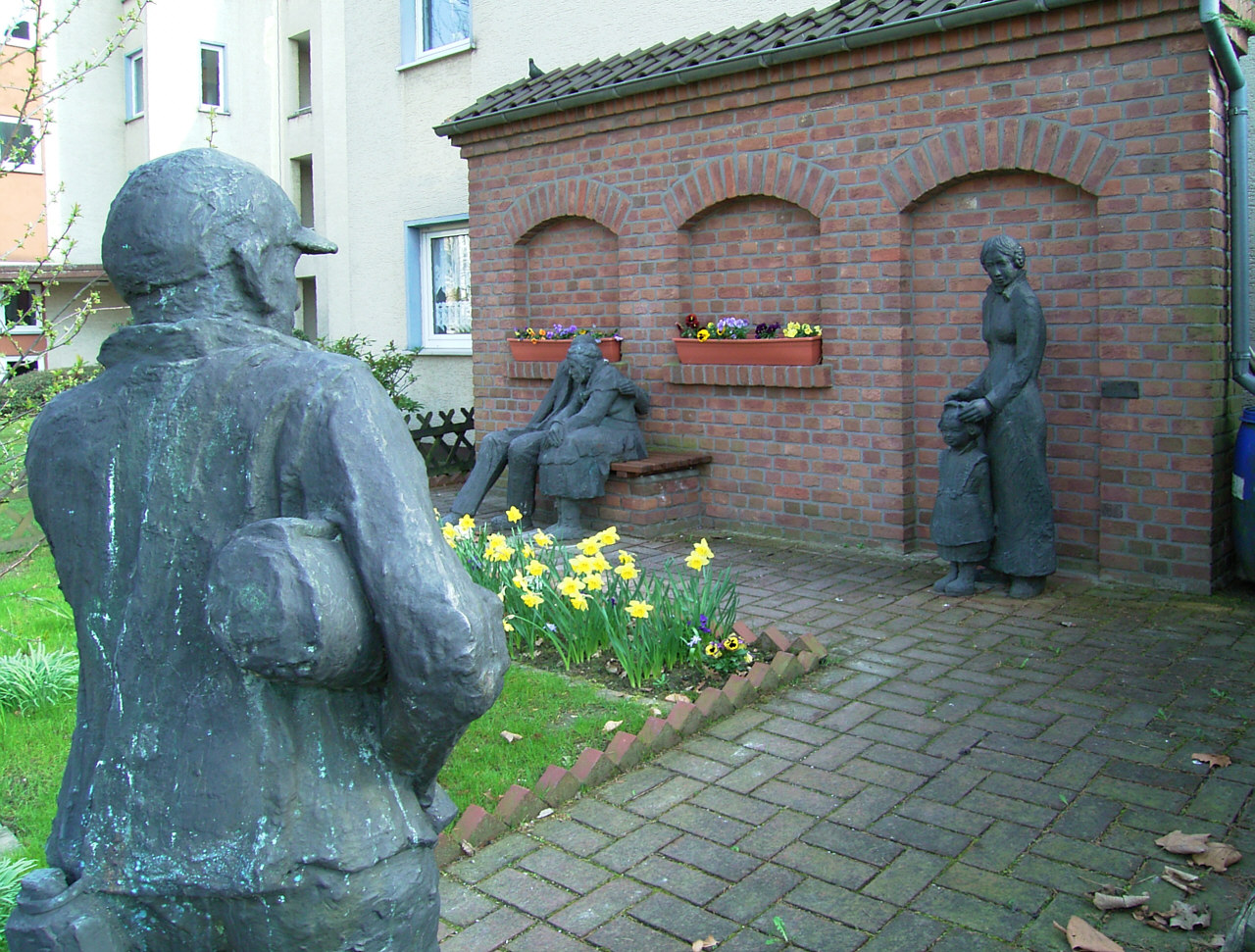
„Bergmannsleben“